# Abdullah Abu Ma'aruf

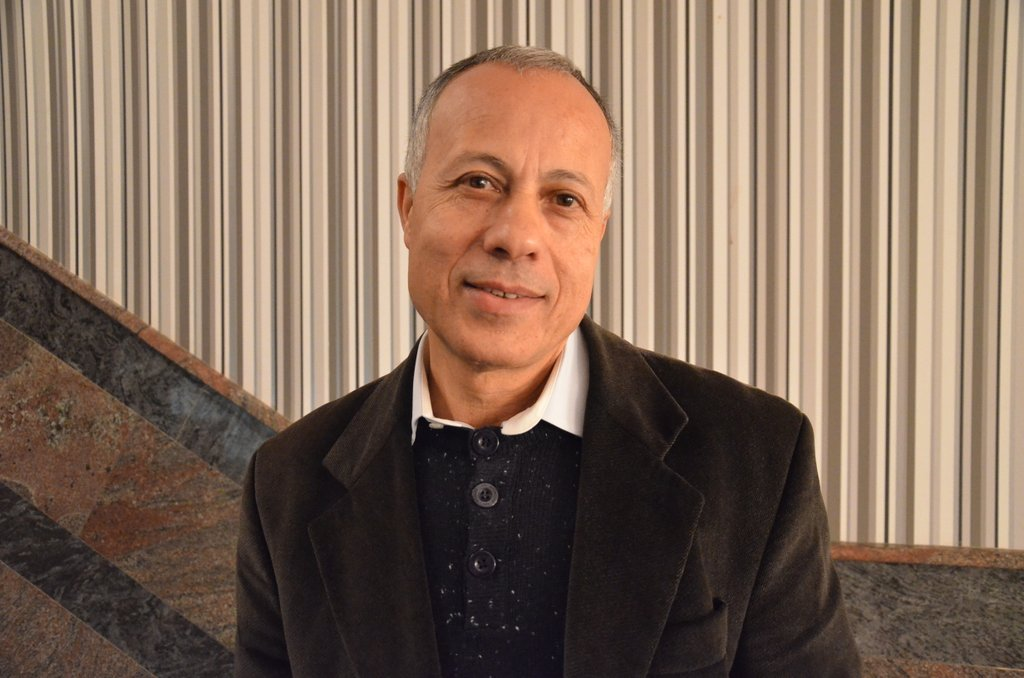
Abdullah Abu Ma'aruf

Abdullah Abu Ma'aruf (hebräisch עבדאללה אבו מערוף, arabisch عبد الله أبو معروف, DMG ʿAbdallāh Abū Maʿrūf, * 30. Dezember 1956 in Yarka) ist ein israelischer Politiker der Chadasch und der Parteikoalition Vereinte Liste.

## Leben
Abdullah Abu Ma'aruf gehört der Religionsgemeinschaft der Drusen an. Abdullah Abu Ma'aruf studierte Medizin an der Staatlichen Universität Sankt Petersburg. Als Arzt ist er in Israel tätig. Von Mai 2015 bis August 2017 war er Abgeordneter in der Knesset.